# Циклама
Циклама (лат. Cyclamen) је род скривеносеменица из породице јагорчевина Primulaceae. Обухвата 23 врсте, распрострањене у области Средоземља, од Шпаније до Ирана и Сомалије. 